# Đội tuyển thể thao quốc gia

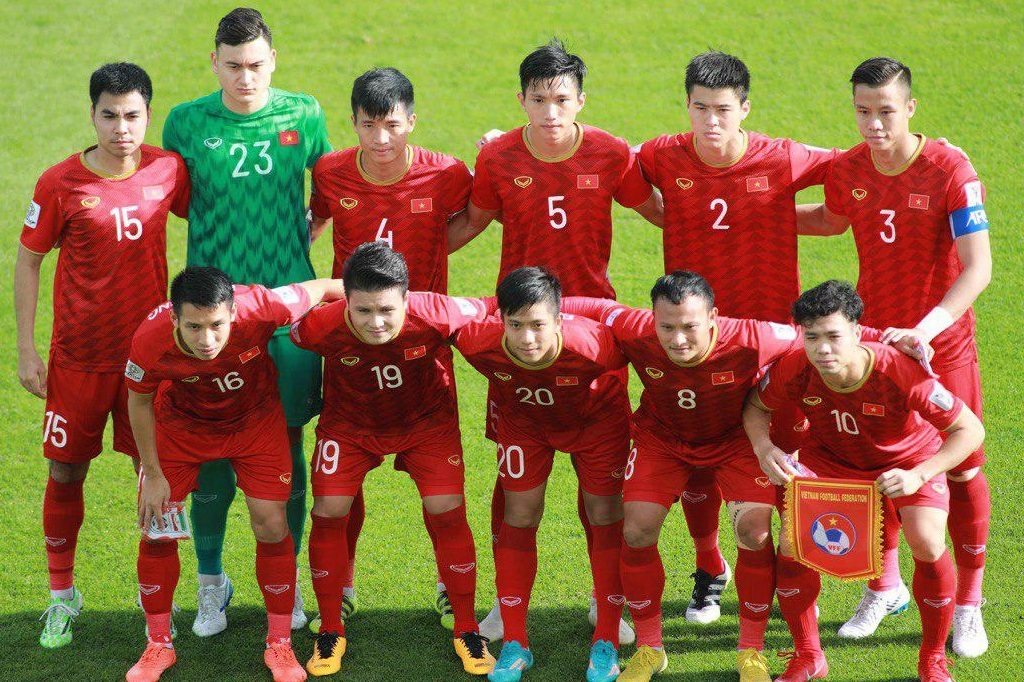
Đội tuyển bóng đá quốc gia Việt Nam (năm 2019).

Một đội tuyển thể thao quốc gia (thường được gọi tắt là đội tuyển quốc gia) là một đội tuyển đại diện cho một quốc gia, chứ không phải câu lạc bộ hay khu vực, trong một môn thể thao quốc tế. Thuật ngữ này thường gắn liền với các môn thể thao đồng đội, tuy nhiên cũng có thể áp dụng cho các vận động viên của các môn thể thao mang tính cá nhân.
Các đội tuyển quốc gia thi đấu ở nhiều cấp độ và nhóm tuổi. Có nhiều loại tiêu chí để chọn lựa thành viên cho một đội tuyển. Một đội tuyển không phải lúc nào cũng bao gồm các vận động viên tốt nhất. Các đội tuyển quốc gia, giống như các đội thể thao khác, thường được tập hợp theo giới tính, độ tuổi hoặc tiêu chí khác.
Trong hầu hết các trường hợp, một đội tuyển quốc gia đại diện cho một quốc gia có chủ quyền duy nhất. Ngoại lệ có thể kể đến như Anh, Bắc Ireland, Scotland và Wales khi các nước này thường tham gia các giải đấu như những quốc gia riêng biệt, nhưng tại Thế vận hội họ thi đấu chung dưới tên Vương quốc Liên hiệp Anh.

## Lựa chọn cá nhân
Các cá nhân thường được lựa chọn vào đội tuyển quốc gia dựa trên trình độ và phong độ mà họ thể hiện ở các cuộc thi đấu. Vận động viên có thể do các huấn luyện viên lựa chọn, trong khi các huấn luyện viên lại được chỉ định bởi liên đoàn thể thao quốc gia. Đôi khi một đội thể thao phải giành chức vô địch quốc gia để có thể đại diện cho nước mình.

### Tư cách thi đấu
- Bóng đá: các cầu thủ được phép thi đấu cho một đội tuyển quốc gia trong trường hợp là công dân sở hữu hộ chiếu của quốc gia đó, hoặc nhờ nơi sinh của họ, hoặc nhờ nơi sinh của cha mẹ hoặc ông bà của họ, hoặc định cư tại quốc gia đó trên 5 năm sau khi bước qua tuổi 18.[1]